# Струйский, Пётр Петрович
Пётр Петрович Струйский (при рождении Пётр Харитонович Кобзарь; 16 марта (?16 мая) 1863 — 15 февраля 1925) — русский антрепренёр, актёр, режиссёр.

## Биография
С 1881 года в труппе С. Н. Новикова (Полтава). сезон 1886—1887 годов — театр «Скоморох» (Москва)
С 1891 года занимался антрепренёрской деятельностью: Тамбов, Астрахань, Воронеж (1896, 1907), Томск (Королёвский театр, конец XIX века), Пермь, Екатеринбург(1899—1900), Таганрог, Нахичевань, Ростов (1901, 1914), Саратов, Нижний Новгород (1911, 1914) и др. В 1898 году в Театре «Фантазия» осуществил постановку «Школы злословия» Р. Шеридана. С 1914 года держал антрепризу в построенном им Замоскворецком театре (впоследствии — Театр Ленсовета; сейчас — филиал Малого театра). После 1917 года — режиссёр в Одесском русском театре и Замоскворецком театре.

## Актёрские работы
- «Горе от ума» А. С. Грибоедова — Репетилов
- «Живой труп» Л. Н. Толстого — Судебный следователь
- «Дети Ванюшина» С. А. Найдёнова — Константин
- «Карьера Наблоцкого» В.В.Барятинского — Наблоцкий